# Lymeon sanguineus
Lymeon sanguineus är en stekelart som först beskrevs av Taschenberg 1876.  Lymeon sanguineus ingår i släktet Lymeon och familjen brokparasitsteklar. Inga underarter finns listade i Catalogue of Life.